# مسجد مفیدآقا
مسجد مفید آقا مربوط به دوره قاجار است و در تبریز، خیابان معاصر، سرای گرجیلر، روبروی مسجد قزللی واقع شده و این اثر در تاریخ ۲۷ مرداد ۱۳۸۲ با شمارهٔ ثبت ۹۷۰۲ به‌عنوان یکی از آثار ملی ایران به ثبت رسیده است.